# 九龍巴士36R線
九龍巴士36R線是香港的一條特別巴士路線，由香港體育館開往石圍角。
九龍巴士236R線是香港的一條特別巴士路線，由佐敦（匯民道）開往荃灣站，只在西九文化區舉行大型活動後提供服務。

## 歷史
- 2018年12月15日：36R線投入服務[1]。
- 2022年1月1日：配合西九文化區「香港跨年倒數演唱會」活動於該天凌晨結束，236R線投入服務[2]。
- 2023年12月10日：36R線增設石圍角路「石圍角邨石荷樓」，並以此站為總站。

## 服務時間及班次
36R
- 於香港體育館活動完結後約15分鐘起提供服務，客滿即開

236R
- 於西九文化區活動完結後約15分鐘起提供服務，客滿即開

## 收費
(2)36R
全程：$19.1
| - 本線設有12歲以下小童及65歲或以上長者半價優惠。 - 65歲或以上香港居民使用「樂悠咭」，以及12歲以下合資格殘疾兒童使用「殘疾人士身份」個人八達通繳付車資，均可享有每程$2.0或半價（以較低者為準）的票價優惠；12至64歲合資格殘疾人士使用「殘疾人士身份」個人八達通（包括「樂悠咭」），以及60至64歲香港居民使用「樂悠咭」繳付車資，均可享有每程$2.0或全費（以較低者為準）的票價優惠。 - 65歲或以上長者如使用長者或一般個人八達通繳付車資，則只可享有半價優惠；12至64歲合資格殘疾人士如不使用「殘疾人士身份」個人八達通，以及60至64歲人士如不使用「樂悠咭」繳付車資，必須繳付全費。 - 乘客可以現金或八達通於上車時付款，不設找續。 - 每位成人乘客可免費攜帶最多兩名4歲以下而不佔座位的兒童乘客乘車，超額之4歲以下小童必須繳付小童車費乘車。 - 持有「九巴月票」之乘客在車票有效期內，每日可享最多10程任何九龍巴士及龍運巴士路線（包括本路線，以及聯營路線的九龍巴士／龍運巴士提供的班次；惟乘搭機場「A」及「NA」線則可享原價二七折優惠（不會計算每天10次合資格車程））；而B1線則每日可享最多各2程（不會計算每天10次合資格車程）。 - 九龍巴士、城巴、龍運巴士及陽光巴士全職員工及家屬（不包括外判職員）可免費乘搭本路線，惟必須拍職員或職員家屬八達通。 - 乘客亦可透過多元化電子支付系統（e度嘟）繳付車資，包括使用非接觸式VISA卡、JCB卡、萬事達卡、銀聯卡、美國運通、大來國際、Discover Card、Apple Pay、Google Pay、Samsung Pay、AlipayHK「易乘碼」、支付寶、WeChatHK／微信支付「搭車碼」、銀聯雲閃付「乘車碼」及BOC Pay「乘車碼」。乘客使用此付款方式，使用此支付方式的乘客可享有中途下車之分段收費，以及與其他九巴／龍運獨營路線或聯營線九巴／龍運班次之轉乘優惠，惟不適用於與非九巴／龍運路線之轉乘優惠，亦不能享有「公共交通費用補貼計劃」及「長者及合資格殘疾人士公共交通票價優惠計劃」。 |

## 行車路線
36R
經：暢運道、柯士甸道、柯士甸道西、連翔道、西九龍公路、青葵公路、葵涌道、葵富路、興芳路、葵興路、禾塘咀街、禾葵里、葵涌道、昌榮路迴旋處、青山公路－葵涌段、和宜合道、大隴街、圍乪街、石排街、大白田街、梨木道、和宜合道、和宜合交匯處、象山邨西路、掉頭支路、象山邨西路、和宜合交匯處、三棟屋路、二陂圳路及石圍角路。
236R
經：匯民道、佐敦道、連翔道、西九龍公路、青葵公路、葵涌道、葵富路、興芳路、葵興路、禾塘咀街、禾葵里、葵涌道、昌榮路迴旋處、青山公路－葵涌段、和宜合道、大隴街、圍乪街、石排街、大白田街、梨木道、和宜合道、和宜合交匯處、象山邨西路、掉頭支路、象山邨西路、和宜合交匯處、三棟屋路、二陂圳路、石圍角路、蕙荃路、廟崗街、城門道、青山公路－荃灣段、美環街及西樓角路。

### 沿線車站

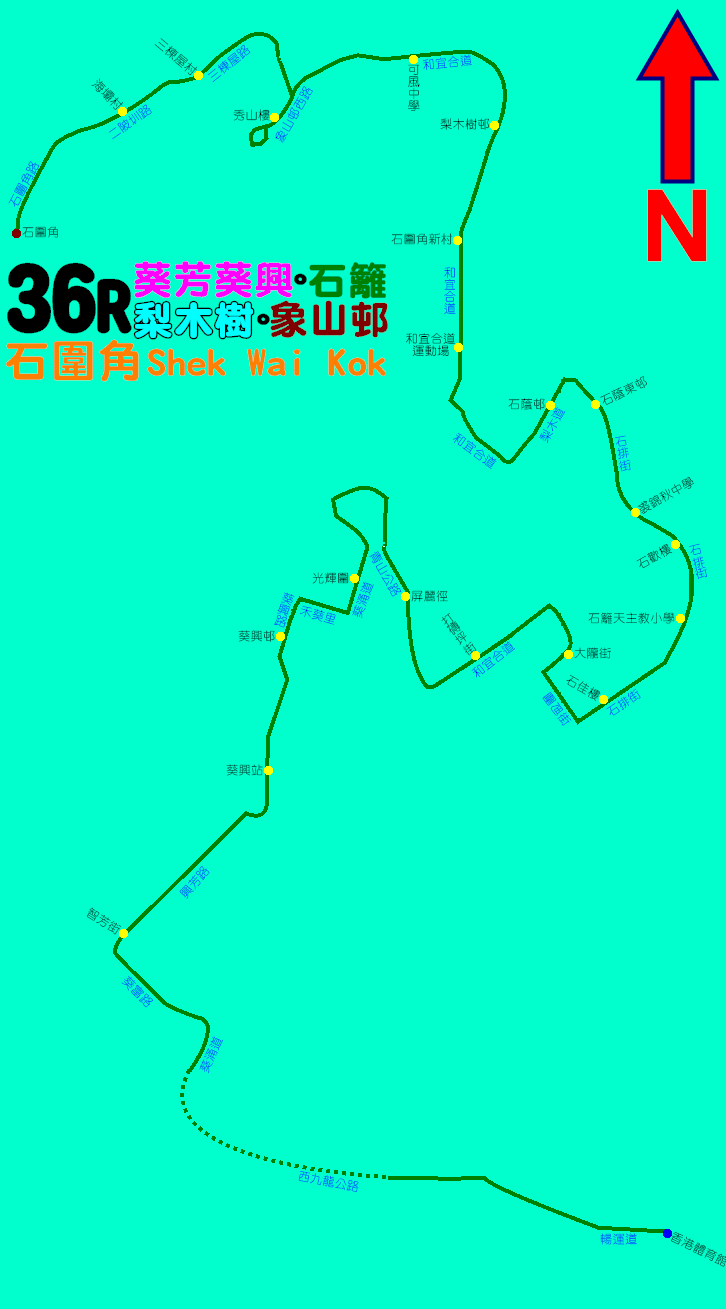
36R線的走線圖

36R
| 1                    | 香港體育館     | 暢運道           |
| 西九龍公路、青葵公路 |                |                  |
| 2                    | 智芳街         | 興芳路           |
| 3                    | 葵興站         | 葵興站巴士總站   |
| 4                    | 葵興路葵興邨   | 葵興路           |
| 5                    | 光輝圍         | 葵涌道           |
| 6                    | 屏麗徑         | 青山公路－葵涌段 |
| 7                    | 打磚坪街       | 和宜合道         |
| 8                    | 大隴街         | 大隴街           |
| 9                    | 石籬邨石佳樓   | 石排街           |
| 10                   | 石籬天主教小學 | 石排街           |
| 11                   | 石排街石歡樓   | 石排街           |
| 12                   | 裘錦秋中學     | 大白田街         |
| 13                   | 石蔭東邨       | 大白田街         |
| 14                   | 石蔭邨         | 梨木道           |
| 15                   | 和宜合道運動場 | 和宜合道         |
| 16                   | 石圍角新村     | 和宜合道         |
| 17                   | 梨木樹邨       | 和宜合道         |
| 18                   | 可風中學       | 和宜合道         |
| 19                   | 象山邨秀山樓   | 象山邨西路       |
| 20                   | 三棟屋村       | 三棟屋路         |
| 21                   | 海壩村         | 二陂圳路         |
| 22                   | 石圍角邨石葵樓 | 石圍角路         |
| 23                   | 石圍角邨石荷樓 | 石圍角路         |

236R
| 1                    | 西九龍站       | 匯民道           |
| 西九龍公路、青葵公路 |                |                  |
| 2                    | 智芳街         | 興芳路           |
| 3                    | 葵興站         | 葵興站巴士總站   |
| 4                    | 葵興路葵興邨   | 葵興路           |
| 5                    | 光輝圍         | 葵涌道           |
| 6                    | 屏麗徑         | 青山公路－葵涌段 |
| 7                    | 打磚坪街       | 和宜合道         |
| 8                    | 大隴街         | 大隴街           |
| 9                    | 石籬邨石佳樓   | 石排街           |
| 10                   | 石籬天主教小學 | 石排街           |
| 11                   | 石排街石歡樓   | 石排街           |
| 12                   | 裘錦秋中學     | 大白田街         |
| 13                   | 石蔭東邨       | 大白田街         |
| 14                   | 石蔭邨         | 梨木道           |
| 15                   | 和宜合道運動場 | 和宜合道         |
| 16                   | 石圍角新村     | 和宜合道         |
| 17                   | 梨木樹邨       | 和宜合道         |
| 18                   | 可風中學       | 和宜合道         |
| 19                   | 象山邨秀山樓   | 象山邨西路       |
| 20                   | 三棟屋村       | 三棟屋路         |
| 21                   | 海壩村         | 二陂圳路         |
| 22                   | 石圍角邨石葵樓 | 石圍角路         |
| 23                   | 石圍角邨石荷樓 | 石圍角路         |
| 24                   | 蕙荃體育館     | 蕙荃路           |
| 25                   | 眾安街         | 青山公路－荃灣段 |
| 26                   | 富華街         | 青山公路－荃灣段 |
| 27                   | 愉景新城       | 美環街           |
| 28                   | 荃灣站         | 西樓角路         |

## 外部連結
36R
- 九龍巴士36R線
- 九巴36R線 - 香港巴士大典

236R
- 九龍巴士36R線
- 九巴236R線 - 香港巴士大典